# ダイラケ二等兵
『ダイラケ二等兵』（ダイラケにとうへい）は、1960年2月1日から1961年7月10日までKRT→TBS系列局で放送されていた朝日放送製作のコメディ番組である。ロート製薬の一社提供。

## 概要
軍隊をテーマにした公開コメディで、同じく朝日放送製作の『ダイラケのびっくり捕物帖』にも出演していた中田ダイマル・ラケット（以下ダイラケ）が主役を務めていた。また、無名時代の藤田まことが上官役で出演していた。
脚本担当は、朝日放送ラジオのダイラケ出演番組『すかたん社員』を担当していた香川登志緒で、香川にとってはこれがテレビ初担当番組となった。また、香川および演出担当の澤田隆治は、同じく朝日放送製作のダイラケ出演番組『スチャラカ社員』も担当していた。
本番組は、TBS系列では初のロート製薬提供番組となった。ロート製薬はその後も、1993年9月に『クイズテレビずき!』が終了するまで33年以上にわたってTBS系列放送番組の一社提供を続けていた。

## 放送時間
いずれも日本標準時。
- 月曜 18:15 - 18:45 （1960年2月1日 - 1961年1月2日）
- 火曜 19:00 - 19:30 （1961年1月3日 - 1961年3月7日）
- 月曜 21:15 - 21:45 （1961年3月12日[疑問点 – ノート] - 1961年7月10日）

## 主な出演者
- 中田ダイマル・ラケット
- 藤田まこと
- 川上のぼる
- 秋山右楽・左楽

## スタッフ
- 脚本：香川登志緒
- 演出：井尻益次郎、澤田隆治

## コミカライズ
番組放送当時、講談社の月刊誌『ぼくら』に前谷惟光によるコミカライズ作品が連載されていた。